# Serge II de Samtskhé
Serge II Djaqeli (en géorgien : სარგის II ჯაყელი ; 1271-1334) est un prince géorgien (mtavari) et dirigeant de la principauté de Samtskhé de 1306 à 1334.

## Biographie
Il est le fils du prince Beka Ier Djaqeli. Durant le règne de son père, Serge participe à de nombreuses campagnes militaires. Dans les années 1290, Azat Mousa, chef des tribus turkmènes d'Anatolie, attaque le Samtskhé. Beka Djaqeli nomme son fils comme commandant de son armée avec l'ordre d'arrêter les Turcs près du village de Vachlovani. Aux alentours de 1303, Serge défait les tribus turkmènes et les expulsent des terres meskhiennes. En 1306, après la mort de son père, Serge atteint le trône d'Atabeg de son père. Il est nommé ammirspassalari par son neveu, le roi Georges V de Géorgie. Après la mort de Serge II, son fils Qvarqvaré devient prince de Meskhétie et vassal du royaume géorgien.